# Níkos Papazoğlu
Níkos Papazoğlu (griego moderno: Νίκος Παπάζογλου; Salónica, 20 de marzo de 1948-Salónica, 17 de abril de 2011) fue un músico y cantautor griego. Su repertorio se compone tanto de obra propia como de otros compositores y letristas, en especial de Manolis Rasoulis (Μανώλης Ρασούλης) y Nikos Xydakis (Νίκος Ξυδάκης). Es uno de los músicos más escuchados y afamados en Grecia. Papazoğlu ha publicado desde mediados de los años 1980 seis LP y CD y ha participado en la producción o como artista invitado en los de muchos otros músicos y grupos.
Su andadura musical comenzó en los años 70 cuando participó en varios festivales en Alemania con una banda que seguía la corriente de Aphrodite's Child. En cuanto a su estilo la música de Papazoğlu toma elementos de la música fronteriza entre Grecia y el Asia menor, como el rebético, la música tradicional griega moderna y el pop y el rock independientes. En algunas de sus obras emplea instrumentación occidental, con batería, guitarra eléctrica y contrabajo, coplementándolo con el bouzouki y el baglama, en tanto que en otros sólo emplea instrumentos acústicos. Las letras de sus canciones, poéticas, metafóricas y de difícil compresión, son conocidas de memoria por el público que las corea en los conciertos. Para ser reconocido desde la distancia en sus apariciones públicas viste con su característica pañoleta roja.
Tal vez su canción más famosa es Κανείς εδώ δεν τραγουδά (Kanis edo den tragouda / Nadie canta aquí) seguida de Ένα κι ένα κάνουν ένα (ena ki ena kanun ena / Uno y uno son uno ) y Μάτια μου (Matia mou / Mis ojos). 

## Discografía
- Η εκδίκηση της γυφτιάς -I ekdikisi Tis Gyftias (1978)
- Χαράτσι -Jarátsi(1984)
- Μέσω Νεφών -Méso Nefón (1986)
- Σύνεργα -Sínerga (1990)
- Επιτόπιος ηχογράφησις στο θέατρο του Λυκαβηττού -Epitópios ichográfisis sto theatro tu Lykabittú (1991)
- Όταν κινδυνεύεις παίξε την πουρούδα (1995) -hotan kidinefis paíkse tin puruda.
- Μά'ισσα Σελήνη (2005) Μά'ισσα Σελήνη (2005) -ma issa selini
- Ήμουν κι εγώ εκεί (Imoun ki ego ekei) (2009)